# Ina Tadatsugu
Ina Tadatsugu (伊奈 忠次?; 1550 – 1º agosto 1610) è stato un samurai e daimyō giapponese appartenente al clan Ina durante il periodo Sengoku e primo periodo Edo.

## Storia
Tadatsugu, un ufficiale civile di notevole capacità, prima servì Takeda Katsuyori, ed in seguito Tokugawa Ieyasu.
Dopo l'assedio di Odawara nel 1590 Tokugawa Ieyasu stabilì Ina Tadatsugu nel dominio Komoro, provincia di Musashi, con un ricavo di 13.000 koku e fu responsabile per l'amministrazione dei granai dei territori del Kantō. Dopo la battaglia di Sekigahara nel 1600, l'han fu incrementato a 20.000 koku. Tuttavia il clan fu privato dei loro possedimenti nel 1613 a causa del ruolo avuto da suo figlio Ina Tadamasa nel complotto organizzato da Ōkubo Nagayasu contro lo shogunato Tokugawa.